# Mestečko
Mestečko (em húngaro: Lednickisfalu) é um município da Eslováquia, situado no distrito de Púchov, na região de Trenčín. Tem 5,42 km² de área e sua população em 2018 foi estimada em 531 habitantes.

## Demografia
| Ano:        | 1994 | 2004   | 2014   | 2024   |
| ----------- | ---- | ------ | ------ | ------ |
| Broj ljudi: | 520  | 506    | 527    | 488    |
| Razlika:    |      | -2,69% | +4,15% | -7,40% |

| Ano:               | 2023 | 2024   |
| ------------------ | ---- | ------ |
| Número de pessoas: | 494  | 488    |
| Diferença:         |      | -1,21% |